# GSC 03549-02811
GSC 03549-02811 (även känd som Kepler-1.) är en dubbelstjärna i den södra delen av stjärnbilden Draken. Den har en  skenbar magnitud av ca 11,41 och kräver ett teleskop för att kunna observeras. Baserat på parallax enligt Gaia Data Release 3 på ca 4,6 mas, beräknas den befinna sig på ett avstånd på ca 704 ljusår (ca 216 parsek) från solen. 

## Egenskaper
Primärstjärnan GSC 03549-02811 A är en gul till vit solliknande stjärna i huvudserien av spektralklass G0 V. Den har en massa som är ca 1,05 solmassor, en radie som är ca 1,00 solradier och en effektiv temperatur av ca 5 900 K.
Följeslagaren är en stjärna av magnitud 15 av spektraltyp K separerad med ca 232 AE från primärstjärnan och verkar, sett från jorden, vara förskjuten från denna med ungefär en bågsekund.

## Planetsystem
År 2006 upptäcktes exoplaneten TrES-2b av TrES-programmet med hjälp av transitmetoden. Den ligger också inom synfältet för den tidigare operativa rymdfarkosten Kepler Mission planet-hunter. Konstellationen fortsätter att studeras av andra projekt och parametrarna förbättras kontinuerligt. Planeten kretsar kring primärstjärnan.
Även om TrES-2b för närvarande är den mörkaste kända exoplaneten, som reflekterar mindre än 1 procent av det lokala solljuset, visar den ett svagt rött sken. Detta beror på att ytan är 1 100 °C och så varm att den lyser rött. Den antas vara tidvis låst till värdstjärnan.
| Planet  | Massa            | Halv storaxel (AE) | Siderisk omloppstid (d)     | Excentricitet | Inklination     | Radie           |
| ------- | ---------------- | ------------------ | --------------------------- | ------------- | --------------- | --------------- |
| TrES-2b | 1,199 ± 0,052 MJ | 0,03555 ± 0,00075  | 2,4706133738 ± 0,0000000187 | 0 (antagen)   | 83,908 ± 0,009° | 1.89 ± 0,025 RJ |